# Поленов, Андрей Львович (нейрохирург)
Андре́й Льво́вич Поле́нов (7 (19) апреля 1871, Москва — 19 июля 1947, Ленинград) — хирург, травматолог и нейрохирург, академик АМН СССР (1945), заслуженный деятель науки РСФСР (1936), лауреат Сталинской премии (1946).

## Биография
В 1896 году окончил Императорскую медико-хирургическую академию. В 1901 году защитил докторскую диссертацию, а в 1904 году усовершенствовался в клиниках Франции и Швейцарии. С 1910 года — приват-доцент ВМА, затем с 1911 по 1914 год работал в городе Симбирск. С 1914 года является профессором кафедры оперативной хирургии Петербургского психоневрологического института, реорганизованной по его инициативе в 1918 году в кафедру травматологии, а в 1920 году в связи с образованием на базе ПНИ Государственного института медицинских знаний (ГИМЗ) — кафедру травматологии и ортопедии. В 1917 году А. Л. Поленов одновременно с работой в ГИМЗ открыл Петроградский физио-хирургический институт для лечения инвалидов Первой мировой войны. В 1924 году он возглавил организованный по его инициативе Государственный травматологический институт (ЛГТИ).

## Семья
Поленов, Андрей Львович происходит из культурной дворянской семьи. Он родственник художника В. Д. Поленова.
Сын — Лев Андреевич Поленов, командир «Авроры» с ноября 1922 г. по январь 1928 г.
Внук — Андрей Львович Поленов, физиолог, член-корреспондент РАН.
Похоронен в Ленинграде на Большеохтинском кладбище.

## Награды
- орден Ленина
- орден Трудового Красного Знамени (22.02.1947)
- медали

## Адреса в Санкт-Петербурге
- Моховая ул., д. 28

## Память
- Постановление Совмина СССР от 20.10.1947 № 3588 «Об увековечении памяти профессора А. Л. Поленова»[3]
- Российский научно-исследовательский нейрохирургический институт имени профессора А. Л. Поленова. Перед зданием установлен памятник-бюст (скульптор Н. В. Дыдыкин, архитектор Ю. Н. Смирнов), открыт 25 октября 1954 года.
- Российский нейрохирургический журнал носит имя профессора А. Л. Поленова.
- В 2013 г. «РНХИ им. проф. А. Л. Поленова» учреждена Премия имени профессора А. Л. Поленова за выдающиеся научные достижения в области нейрохирургии.
- В областных больницах Ульяновска, Орла и хирургическом отделении Кронштадтского военно-морского госпиталя установлены мемориальные доски профессору А. Л. Поленову.
- «Поленовские чтения».

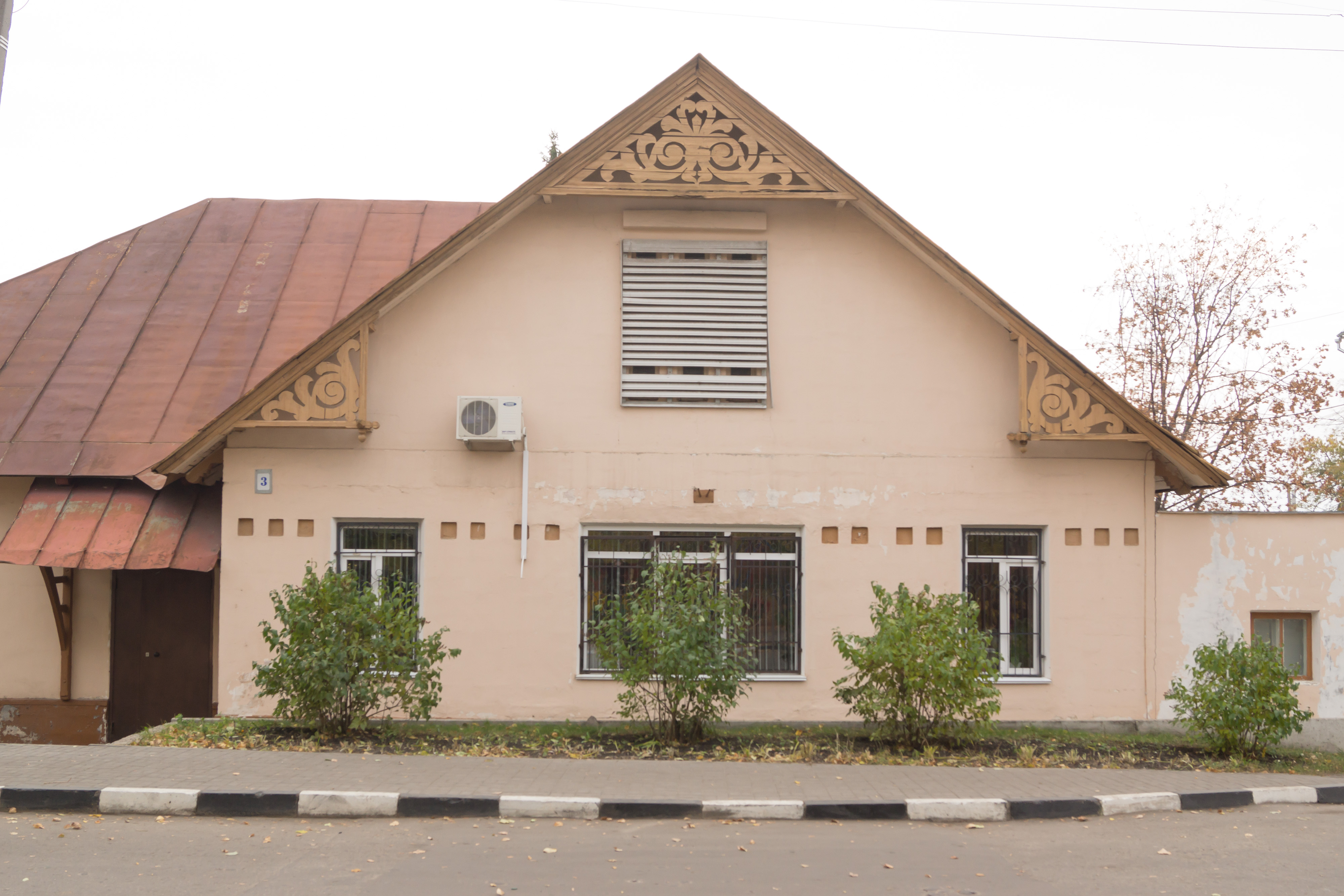
Дом старшего врача А. Л. Поленова, в котором он жил с 1911 по 1914 гг. (Ульяновск, улица III Интернационала, 3)
Мемориальная табличка А. Л. Поленову (Ульяновск).
Могила А. Л. Поленова на Большеохтинском кладбище в Санкт-Петербурге